# Bärlapp-Sichelmoos

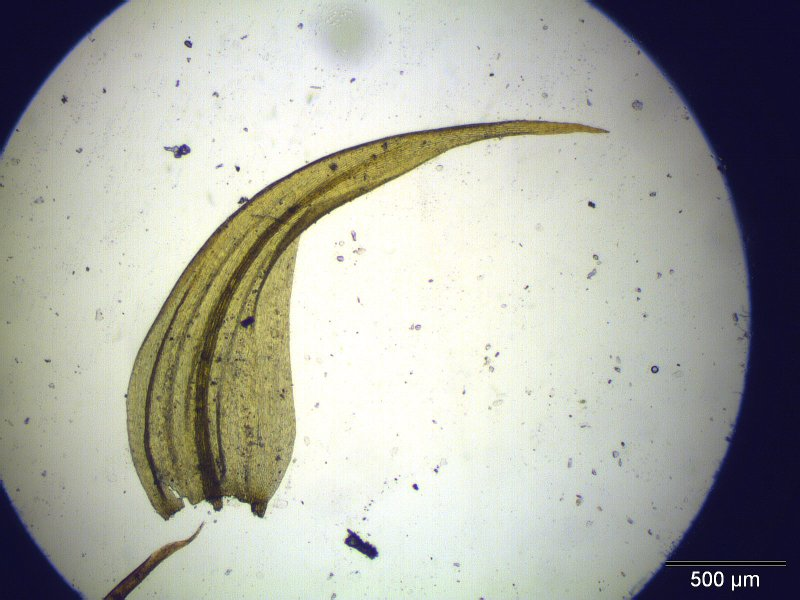
Blatt

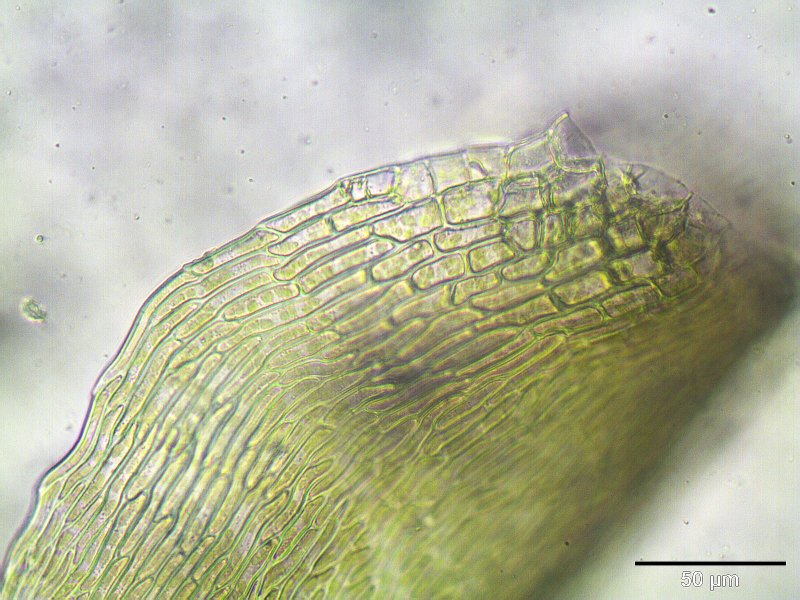
Blattflügelzellen

Das Bärlapp-Sichelmoos (Drepanocladus lycopodioides) ist ein in Deutschland stark gefährdetes Laubmoos. Die Bestände sind vor allem durch Eutrophierung und die Zerstörung seiner nassen und moorigen Lebensräume bedroht.

## Merkmale
Die mäßig kräftigen Pflanzen des Bärlapp-Sichelmooses bilden dichte, grüne bis gelblich-braune Rasen. Die wenig verzweigten, niederliegenden bis aufsteigenden Stängel sind wenig verzweigt und können auch im Wasser fluten. Der Zentralstrang der Stämmchen ist auf wenige Zellen reduziert. Die sichelförmig gebogenen Blätter sind am Rand stellenweise gezähnelt und etwa 1,5 bis 3 mm lang. Die getüpfelten, wurmförmig-prosenchymatischen Laminazellen sind etwa 40 bis 60 µm lang und 4 bis 6 µm breit. Die Blattflügelzellen bilden eine undeutliche Gruppe aus wenigen aufgeblasenen, fast quadratischen bis rechteckigen, oft leicht gebräunten Zellen. Die an der Basis relativ dünne Blattrippe erreicht gewöhnlich die Blattspitze. Die gelbrote, bis 4 cm lange Seta trägt gelbrote, länglich-zylindrische Kapseln.

### Verwechslungsmöglichkeiten
Das sehr ähnliche Scorpidium scorpioides unterscheidet sich durch die fehlende Rippe, den längeren Laminazellen und es bildet keine hakenförmig gekrümmten Astspitzen aus. Drepanocladus uncinatus wächst an anderen Standorten, nicht in Mooren, sondern auf feuchtem Holz und Gestein. Die Blätter von Drepanocladus revolvens sind fast kreisförmig gebogen und weisen nur ein bis drei Blattflügelzellen auf. Drepanocladus sendtneri bildet eine kräftige Blattrippe aus und hat lang zugespitzte Blätter.

## Standorte und Verbreitung
Drepanocladus lycopodioides wächst in Kalk-Zwischenmooren und auf Wiesen an halbschattigen bis sonnigen Stellen. Häufig wächst er in Groß- und Schlankseggenrieden, nicht selten im Wasser flutend. Begleitmoose sind zum Beispiel Calliergon trifarium, Drepanocladus revolvens oder Scorpidium scorpioides. Das hauptsächlich in Nord-Europa verbreitete Moos ist in Mittel- und Südeuropa relativ selten. In Deutschland gilt es als stark gefährdet, in vielen Bundesländern Deutschlands (darunter auch Mecklenburg-Vorpommern) ist es vom Aussterben bedroht.